# 本多康慶
本多 康慶（ほんだ やすよし）は、近江膳所藩の第4代藩主。康俊系本多家宗家4代。

## 生涯
正保4年（1647年）、伊勢亀山藩主・本多俊次の長男・本多康長の子として亀山で生まれる。父の康長は嫡子だったが、万治元年（1658年）に早世した。このため、万治2年（1659年）12月、父に代わって嫡子となった叔父（後の第3代藩主）・本多康将の婿養子となる。寛文4年（1664年）12月28日、従五位下・隠岐守に叙位・任官する。延宝7年（1679年）6月18日に康将の隠居により、家督を継いで第4代藩主となる。このとき、康将の次男である忠恒に1万石を分与し、支藩として河内西代藩を立藩させた。
正徳4年（1714年）3月4日、長男の康命に家督を譲って隠居する。享保3年（1718年）11月10日、大津で死去した。享年72。
『土芥寇讎記』の養子の康慶の項目に拠れば、「養父（康将）は美女を集めて酒宴・乱舞・三味線・琴を催し、淫乱に溺れ昼夜を分けず、弊をなし奢り極め」ているとされ、またその費用を領民に課した為「下の困窮を知らず」と述されている。その養父と比較し「養父よりはマシ」とされているが決して高評価はされていない。一方また同書では「三代（俊次か？-康将-康慶）並びて愚将たる事、前代未聞なり」と記述されている。

## 系譜
父母
- 本多康長（実父）
- 本多康将（養父）

正室
- 本多康将の娘

子女
- 本多康命（長男）生母は正室
- 本多康敏（五男）
- 牧野忠寿（六男）生母は清涼院（側室）[要出典]
- 本多康文（七男）
- 相馬尊胤正室
- 青山幸秀正室
- 本多康文正室